# 2009 JF1
2009 JF1とは、2022年に地球から0.3天文単位 (45×106 km)以内を通過した小さな地球近傍小惑星である。2022年2月5日に、2009年の観測値が再測定され、地球に衝突する可能性が大幅に減少した。2022年5月6日に地球に衝突する可能性は140,000分の1であった。2009 JF1の直径は10メートルと推定されており、チェリャビンスク隕石よりも小さい。観測弧は1.2日と非常に短く、2009年以降観測されていない。2022年5月6日、地球から0.2天文単位 (30×106 km)の距離で接近すると予想されていたが、不確実性領域は±23 millionキロメートル (0.15 AU)である。最も近く地球へ接近するのは2022年5月15日であり、2009 JF1は見かけの等級26までしか明るくならない。パレルモスケールの評価が-4.41の場合でも、地球に衝突する確率はこのサイズの小惑星のバックグラウンドハザードレベルの26000分の1である。
| 日         | 影響の確率 （1 in） | JPL Horizons             | NEODyS                   | 小惑星センター           | Find_Orb                 | 不確実性領域 (3シグマ) |
| ---------- | ------------------- | ------------------------ | ------------------------ | ------------------------ | ------------------------ | ---------------------- |
| 2022-05-06 | 140000              | 0.19天文単位 (28×106 km) | 0.16天文単位 (24×106 km) | 0.19天文単位 (28×106 km) | 0.19天文単位 (28×106 km) | ± 23000000 km          |

地球に接近してから約2ヶ月で近日点（太陽に最も接近）に到達するが、近日点通過の時間は±3日の精度でしかわかっていない。